# Владимир Јакуњин
Владимир Иванович Јакуњин (рус. Владимир Иванович Якунин; Меленки, 30. јун 1948) је руски званичник и бивши директор државне фирме Железнице Русије (рус. Российские железные дороги). Такође је (од 2012. до 2015) обављао функцију председавајућег Извршног одбора Међународне железничке уније (UIC) са седиштем у Паризу.

## Биографија
Јакуњин је 1972. године дипломирао на Лењинградском механичком институту и специјализовао се за производњу летећих направа. Од 1972. године радио је на Државном институту за примењену хемију. Од 1975. до 1977. године служио је у војсци. Од 1977. до 1982. године радио је у Комитету за међународне економске односе при Министарском савету Совјетског Савеза. Од 1985. до фебруара 1991. године радио је као представник Совјетског Савеза при УН. Од априла 1991. године је са групом пријатеља основао предузеће за привлачење страних инвестиција у Санкт Петербург. Од априла 1997. године је био начелник Северно-западне окружне инспекције, Главног контролног менаџмента Председника Руске Федерације.
Од 7. октобра 2000. године је постао члан кабинета Министра саобраћаја Руске Федерације, да би 8. фебруара 2002. године постао први Заменик Министра саобраћаја.
Од 14. јуна 2005. године је директор Железница Русије.
Владимир Јакуњин има репутацију једног од најоданијих чланова кабинета председника Русије - Владимира Путина.
Он је активни државни савjетник Руске Федерације 1. класе.
Ожењен је и има двоје деце.

## Одликовања
- 17. децембра 2005. године - Орден Светог Саве првог реда за љубав према српском народу и Српској православној цркви.[3]
- У септембру 2013. године Председник Србије Томислав Николић је одликовао Јакуњина златном медаљом за заслуге, односно за изузетне заслуге у јавним и културним делатностима: организовање хуманитарне помоћи за Косово и Метохију, у оквиру чега су деца са Косова боравила месец дана у Русији, организовање обиласка и извештавање са Косова за руске новинаре[4] .